# لله، جهلم
لله (به انگلیسی: Lilla) یک روستا در پاکستان است که در ناحیه جهلم واقع شده‌است.